# Museo delle mura
Il Museo delle mura è sito in via di San Sebastiano 18, presso la Porta San Sebastiano o Porta Appia, a Roma e gestito da Musei in Comune.

## Storia
Nel 1939 la Ripartizione Antichità e Belle Arti si oppose alla conversione in studio artistico del monumento, effettuando lavori in alcuni ambienti interni alla Porta San Sebastiano per volere di Ettore Muti, affidandone la realizzazione all'architetto Luigi Moretti.
Dopo la Seconda guerra mondiale la Porta San Sebastiano venne riaperta al pubblico con l'intento di creare successivamente un museo delle mura, ma, successivamente, degli altri ambienti vennero ceduti al Ministero della Pubblica Istruzione nel 1960 perché vi installassero un ufficio speciale ed un museo sull'Appia Antica; per questo scopo vennero modificati alcune stanze. Nel 1970 il comune di Roma ritornò in possesso dei vani ceduti al Ministero della pubblica istruzione. L'anno dopo, la Ripartizione Antichità e Belle Arti allestì un piccolo museo delle mura; i visitatori potevano percorrere, la domenica, un tratto di cammino di ronda che arrivava fino a Via Cristoforo Colombo. Qualche anno dopo il museo venne chiuso e fu riaperto solo nel 1984, temporaneamente, in occasione della mostra "Roma sotterranea".
Si dovette attendere il 1989 per l'istituzione del Museo delle Mura di Roma, museo ironicamente già riconosciuto nella legge regionale del 1975, mentre del 1990 è l'attuale sistemazione delle sale.

## Il percorso museale

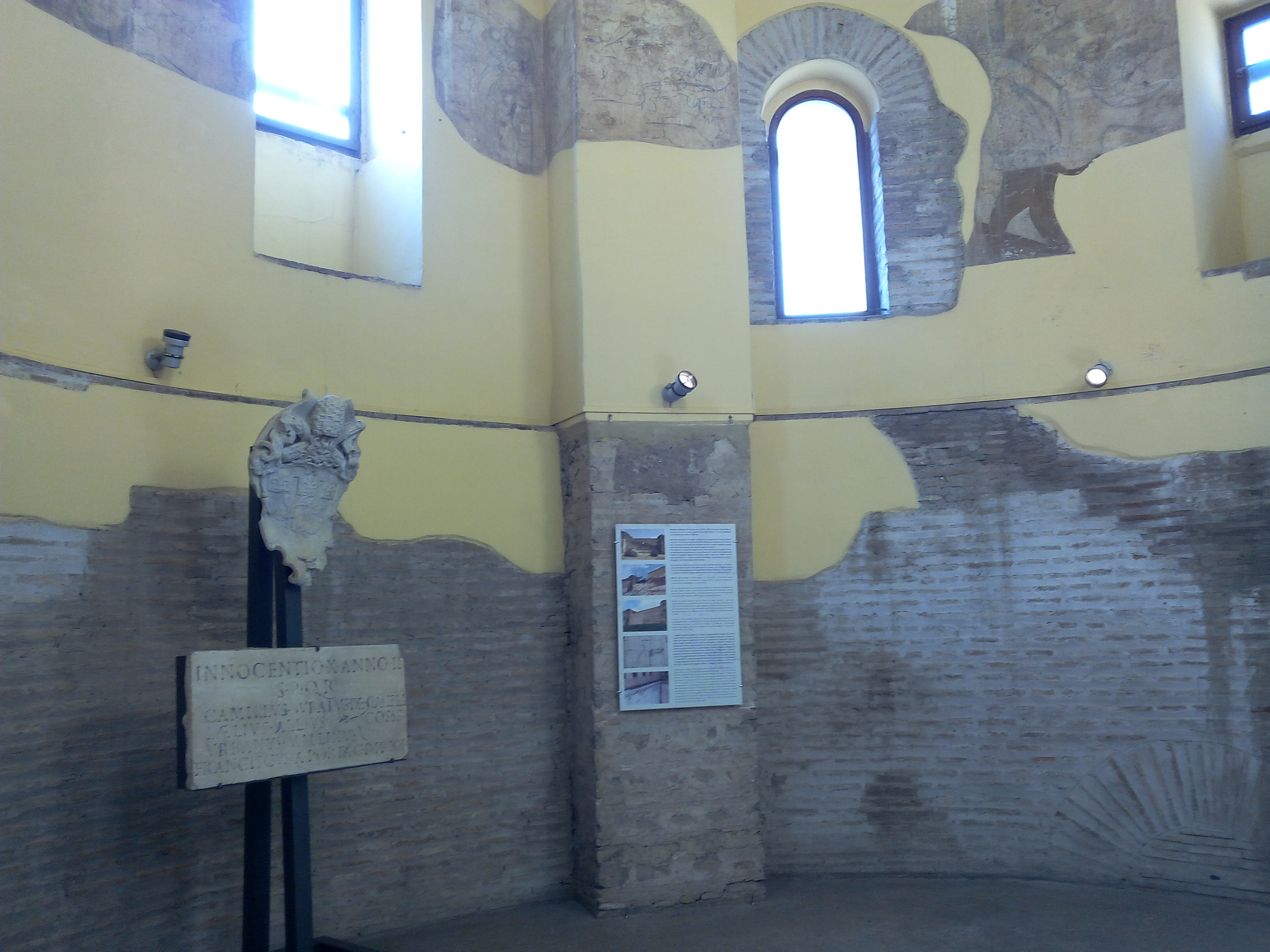
Il museo

- La sala I è allestita nella torre occidentale.[2]

Sul pavimento vi è un mosaico tricolore realizzato tra il 1940 ed il 1943 raffigurante una tigre che sta predando due cervi posti in un ambiente floreale-boschivo.
Nella sala sono allestiti un video per filmati, uno schermo per proiezioni e delle sedie.
- La sala II è sita al primo piano nella zona che collega le sue massicce torri laterali.[3]

Nella sala sono siti dei pannelli. I primi pannelli sono dedicati al pomerio ed alla sezione più antica delle mura.
I pannelli successivi sono inerenti alle mura Aureliane ove si illustrano le varie motivazioni che hanno spinto alla costruzione di tali mura romane, nonché vengono narrati tutte le tecniche di costruzione ed i tipi di porte. Nell'ultimo pannello vengono mostrate le tecniche di assalto degli assalitori e le tecniche di difesa dei militari e non preposti in questo tratto di mura.
Sui muri sono posti dei calchi in gesso di alcune croci poste sull'arco di alcune porte del tratto di mura.
Sul pavimento vi è un mosaico bicromatico (bianco e nero) che raffigura un condottiero a cavallo attorniato da soldati, è risalente agli anni quaranta.
- La sala III è sita alla torre est. Questa sala mostra quattro plastici ricostruttivi delle mura, al centro della sala vi è una pianta di Roma che mostra tutto il circuito delle mura.[4]
- La sala IV è un piccolo ambiente presso la torre ovest.[5]

In questa sala sono posti 2 pannelli ove, il 1° cita le varie fasi architettoniche della Porta San Sebastiano, il 2°, invece, narra le varie fasi architettoniche di altre porte.
Sulle pareti vi sono altri calchi.
- La sala V è sita nella torre ovest include 3 pannelli ed un plastico ricostruttivo. Il 1º plastico concerne le porte delle mura, gli altri 2 danno notizie sulla via Appia. Inoltre vi è un plastico.[6]
- La sala VI è sita al 2º piano del corpo centrale della porta sita sopra il fornice d'ingresso. In questa sala vi sono 6 pannelli inerenti alla sezione medievale e moderna del museo, ma si riprende anche la descrizione storico-architettonica delle mura Aureliane, mentre per i secoli che spaziano dal XVI al XX vengono presentati gli interventi resisi necessari per il mantenimento delle mura, ma anche gli interventi di modifica e di nuova costruzione voluti per capriccio o volere dei pontefici succedutisi nel periodo suddetto.[7]
- La sala VII è sita sulla torre est. La sala mostra il plastico del Bastione Ardeatino. Il bastione era opera di Antonio da Sangallo il giovane per rafforzare le mura.[8]

Sulle pareti vi sono dei rimasugli di disegni a carboncino, forse dei bozzetti per la decorazione della Porta di San Sebastiano realizzata in occasione del passaggio di Carlo V nel 1536.
- La terrazza ed il camminamento sono accessibili direttamente ed unicamente dalla sala VII del museo.[9]

Il camminamento è lungo circa 350 metri (restaurato per il giubileo del 2000).
Rimangono, uscendo dalla 3ª torre, dei resti di pavimentazione originale, mentre in alto, sulla lunetta vi è una Madonna con Bambino, probabile utilizzo della porzione delle mura come eremitaggio.